# صلاح دهني
صلاح دهني (1925 - 27 تشرين الأول 2017) مخرج ومحرر وناقد ومؤرخ سينمائي، من مواليد درعا سوريا، وأول من قدم برنامجاً متخصصاً في السينما من إذاعة دمشق عام 1952.
عضو هيئة تحرير جريدة الأسبوع الأدبي سابقاً، وعضو جمعية القصة والرواية، وعضو نقابة الفنانين السوريين.
وهو والد المخرج فراس دهني.

## حياته
انتسب عام 1947 إلى معهد الدراسات السينمائية العالية في باريس، ودرس في جامعة «السوربون» ليكون من أوائل الأكاديميين السوريين السينمائيين.
عمل محرراً وناقداً ومؤرخاً سينمائياً، ورئيساً لدائرة السينما والتصوير في وزارة الثقافة السورية، ومديراً لإدارة الشؤون الفنية في المؤسسة العامة للسينما، ورئيساً لاتحاد النقاد السينمائيين في سوريا، إلى جانب انكبابه على تأريخ السينما مدفوعاً بما علّمه إياه أستاذه المؤرخ والناقد السينمائي الفرنسي جورج سادول في باريس، بأنّ السينما حالة شغف، تحتاج إلى الحبّ أولاً.
أصدر العديد من الكتب في الرواية وفي القصة، إضافة لترجماته ومنها مسرحية «المفتش العام» للكاتب الروسي غوغول وفي السينما «قصة السينما» و«قضايا السينما والتلفزيون في العالم العربي»، أخرج عام 1977 الفيلم الروائي الطويل «الأبطال يولدون مرتين»، وأفلاماً وثائقية قصيرة عديدة.

## مسيرته المهنية
عاد دهني إلى سوريا حاملًا معه آمالًا بصناعة تغيير سينمائي حقيقي، فتولى دائرة “السينما والتصوير” سنة 1960، التابعة لوزارة الثقافة والإرشاد القومي، في الجمهورية العربية المتحدة (خلال الوحدة بين سوريا ومصر) إلا أن جمال عبد الناصر لم يمنحه كثيرًا من الوقت، إذ سُجن دهني ثمانية أشهر بعد حملة اعتقالات للشيوعيين في سوريا ومصر، شنها عبد الناصر.
وبعد انقلاب حزب البعث على السلطة في الستينات وتفكك الجمهورية المتحدة، خرج دهني من السجن وهو يعتقد أن الوضع لابد من أن يكون أفضل حالًا، فتقدم بمشروع تأسيس المؤسسة العامة للسينما، والتي تم إقرارها بمرسوم تشريعي عام 1963، وتولى دهني إدارة الشؤون الفنية فيها، إلا أن الاستقلال المادي والإداري الذي نص عليه المرسوم التشريعي لم يتجاوز حدود الحبر على الورق، وسرعان ما ستخيب الوقائع دهني المولع بالسينما والابتكار.
ففي أول اجتماع مع وزارة الثقافة، طُلب منه أن يخرج أفلامًا تعلم الأطفال النظافة وغسيل اليدين والأسنان، ولم يكن وزير الثقافة حينها سوى مدير مدرسة، مكّنه ولاؤه السياسي مما حُرم منه دهني وزملاءه.
لم ينكسر دهني سريعًا، فتوجه إلى باريس حيث تلقى دراسته وسوريا نصب عينيه، فأقنع مدير السينماتيك (دار لحفظ النسخ الأصلية من الأفلام) الفرنسي، بمنح سوريا 100 فيلم مجانًا، لتأسيس سينماتيك سوري، فكان شرط المدير، هنري لانغلوا، أن تُعد سوريا مبنى مهيأ لهذا الغرض.
عاد دهني بإنجازه التاريخي إلى سوريا التي كانت تفتقر لمؤسسات سينمائية حقيقية، إلا أن وزارة الثقافة رفضت الاتفاق بسبب التكلفة العالية لإعداد المبنى، موضحةً أن الوطن بحاجة إلى دبابة للدفاع عنه، وليس دار سينماتيك.
ويرى دهني في كتابه “سينما الحب الذي كان”، أن هذه التصرفات أدت إلى ضياع الكثير من الأفلام الوثائقية في فترة الانتداب الفرنسي، والثورة السورية الكبرى، فضلًا عن أفلام تعود إلى ثلاثينيات القرن الماضي عن دمشق والقدس، محفوظة الآن في فرنسا.
أطلق دهني أول مهرجان سينمائي دولي في الوطن العربي بمشاركة 13 دولة، سنة 1956، على هامش معرض دمشق الدولي، لكنه لم يتمكن من تكرار التجربة كما يريد بسبب تلكؤ مدير المعرض.
أدت هذه الخيبات التي تعرض لها دهني إلى توجهه نحو الكتابة والنقد، لعدم توفر إمكانات ومناخ ملائم لصناعة أفلام أصيلة.
فما كان منه إلا أن أخرج عبر الإذاعة أول برنامج سينمائي عربي بعنوان “صوت وصورة”، استمر بتقديمه من سنة 1989 وحتى 2005، كما قدم برنامج “السينما في أسبوع” من سنة 1952 حتى 1974، لتكون أول وأضخم مرجع سينمائي للسوريين والعرب.
قدّم صلاح دهني خلال أكثر من 70 عامًا من مسيرته الفنية محتوى سينمائيًا نقديًا وتثقيفيًا جعله في طليعة الرواد السينمائيين العرب، بالرغم من أنه لم يُخرج سوى فيلم روائي طويل وعشرات من الأفلام الوثائقية القصيرة.

## أعماله

### في الأدب
- ملح الأرض- رواية- دمشق 1972.
- حين تموت المدن- قصص- دمشق 1976.
- الانتقال- قصص- دمشق 1980.
- أصوات في الليل- فصول مسرحية واذاعية- دمشق 1986.
- ديان بيان فو- مسرحية- دمشق 1956.
- رسالة مفقودة- مسرحية  لكاراجياله-  ترجمة- بيروت 1955.
- البلطة- رواية لسادوفيانو- ترجمة - دمشق  1964.
- المفتش العام - مسرحية لغوغول- ترجمة- بيروت 1954.
- 16 قصة جديدة من العالم- ترجمة- بيروت 1988.[4]

### في السينما
- قصة السينما- دراسة- بيروت 1951.
- قصة السينما في سورية- دراسة- (بالاشتراك مع رشيد جلال) - دمشق 1963.
- دعوة إلى السينما- دراسة- دمشق 1979.
- سينما سينما- دراسة- دمشق 1979.
- حياة غودار وأعماله- ترجمة- حلب1972.
- السينما الجديدة- ترجمة عن اليونسكو - دمشق 1974.
- قضايا السينما والتلفزيون في العالم العربي- دراسة- دمشق 1992.
- معجم المصطلحات السينمائية- عربي، فرنسي، إنكليزي، بالاشتراك- دمشق 1965.

#### أخرج للسينما
الأبطال يولدون مرتين - فيلم  روائي طويل- 1977.
أفلام وثائقية قصيرة: نزهات صيفية- الماء والجفاف- أخبار الثقافة- المعجزة الخالدة- بصرى- الآثار العربية في سورية-  الزجاج في سورية في 40 قرناً- زهرة الجولان- ابن النفيس- الفن العربي الإسلامي.. وغيرها.
توفي عن عمر ناهز الثانية والتسعين عاماً إثر معاناته مع المرض في مستشفى العين بمدينة أبوظبي.
1. ↑  كامل سلمان الجبوري (2003). معجم الأدباء من العصر الجاهلي حتى سنة 2002م. بيروت: دار الكتب العلمية. ج. 3. ص. 212. ISBN:978-2-7451-3694-7. LCCN:2003489875. OCLC:54614801. OL:21012293M. QID:Q111309344.
2. ↑  "اتحاد الكتاب العرب في سورية | صلاح دهني". www.awu.sy (بالإنجليزية). Archived from the original on 2017-10-29. Retrieved 2017-10-28.
3. ↑  "صلاح دهني... رحل رجل البدايات!". الأخبار. مؤرشف من الأصل في 2018-01-04. اطلع عليه بتاريخ 2017-10-28.
4. ↑  "القصة السورية - صلاح دهني". www.syrianstory.com. مؤرشف من الأصل في 2018-10-16. اطلع عليه بتاريخ 2017-10-28.
5. ↑  "وفاة المخرج والناقد السينمائي السوري صلاح دهني". Elfann News (بar-AR). Archived from the original on 2017-11-07. Retrieved 2017-10-28.{{استشهاد بخبر}}:  صيانة الاستشهاد: لغة غير مدعومة (link)